# 蘭伯頓 (新澤西州)
蘭伯頓（英語：Lumberton）是位於美國新澤西州伯靈頓縣的一個鎮區。

## 地方資料
蘭伯頓的面積為33.71平方千米，當中陸地面積為33.37平方千米，而水域面積為0.34平方千米。根據2020年美國人口普查的數據，當地共有人口12803人，而人口密度為每平方千米379.8人。